# Więzienie Montelupich

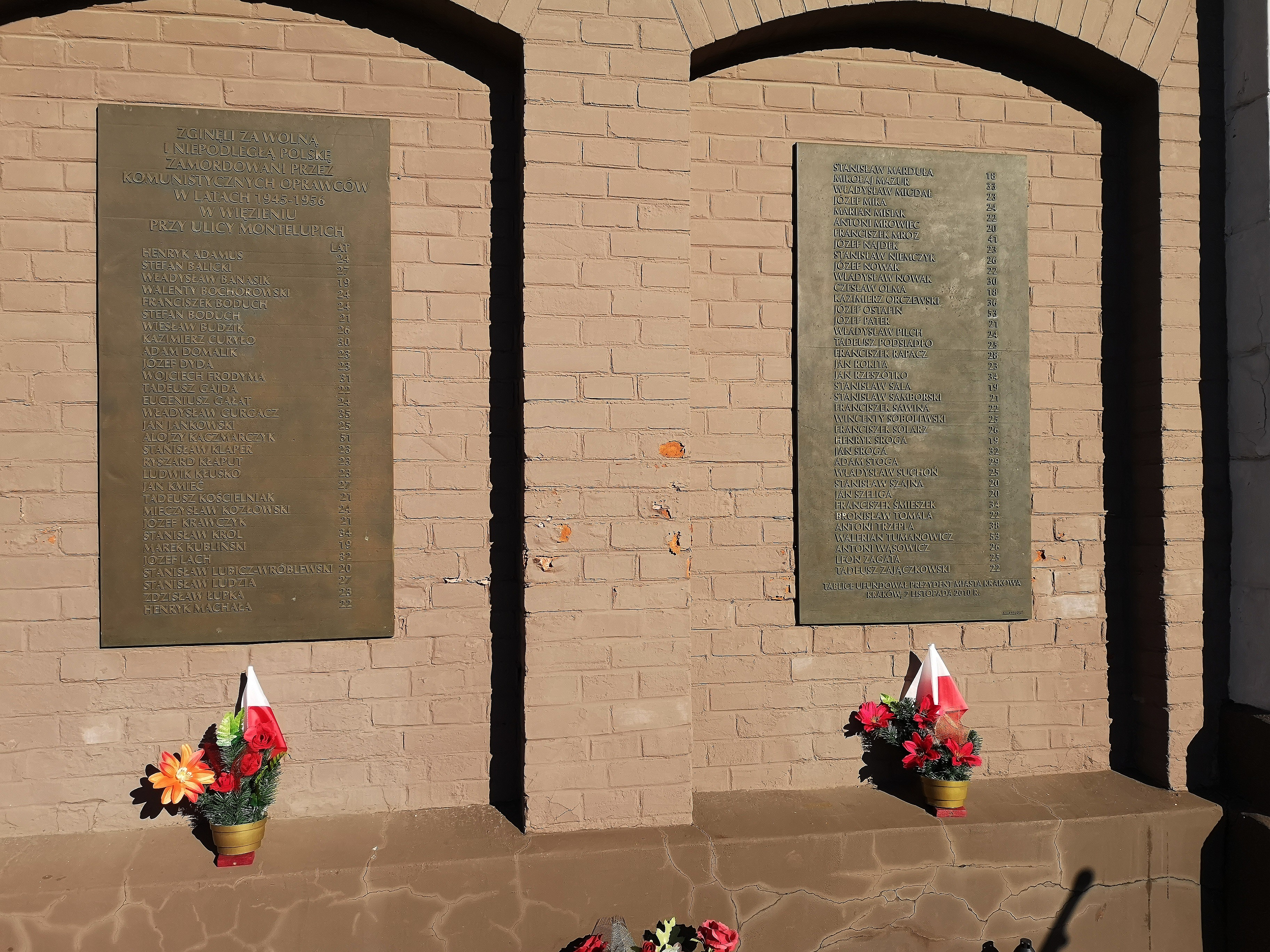
Tablice z nazwiskami zamordowanych przez reżim komunistyczny w więzieniu przy Montelupich

Więzienie Montelupich – dawne więzienie garnizonowe Armii Austro-Węgier, następnie cywilne a obecnie areszt śledczy Kraków, znajdujące się w Krakowie przy ul. Montelupich 7.
Pod koniec XIX wieku wojsko austriackie opuściło Wawel. Na północ od Krakowa, w miejscu likwidowanych otaczających miasto umocnień i starych okopów, niektórych budowanych jeszcze przez Kościuszkę, zbudowali Austriacy więzienie garnizonowe, koszary artylerii i kilkaset metrów dalej szpital wojskowy. W więzieniu władze austriackie umieściły także sąd wojskowy.

## Historia
Podczas II wojny światowej w budynku przy Montelupich znajdowało się hitlerowskie więzienie policyjne podlegające Gestapo. W latach 1940–1944 więzionych było tu ok. 50 000 osób. Przetrzymywano tu m.in. profesorów Uniwersytetu Jagiellońskiego, aresztowanych podczas wymierzonej przeciwko polskiej inteligencji akcji Sonderaktion Krakau. Na terenie więzienia miały w tym czasie miejsce masowe egzekucje więźniów, z których część mordowano także w okolicach Krakowa (Podłęże i fort 49 „Krzesławice”). Większość aresztowanych, po ciężkich przesłuchaniach, wywożono do obozów koncentracyjnych Auschwitz-Birkenau i Plaszow.
Egzekucja 100 Polaków w Podłężu, wywiezionych z więzienia Montelupich, miała miejsce 2 lutego 1944 roku. Niemcy wzięli odwet za dokonanie 29 stycznia przez partyzantów Armii Krajowej z oddziału „Błyskawica”, nieudanego zamachu na generalnego gubernatora Hansa Franka, który jechał pociągiem do Lwowa. Egzekucji dokonano na rozkaz dowódcy policji i SS Wilhelma Koppego, wykonali ją członkowie Gestapo, SS i Schutzpolizei (Schupo). Na terenie Krakowa SS i Gestapo rozstrzelało w masowej egzekucji 1000 ludzi z więzienia Montelupich, na wzgórzu przy ul. Kamedulska-Glinnik. 29 stycznia 1944 roku z więzienia wywieziono do miejscowości Pełkinie 24 żołnierzy AK, gdzie zostali rozstrzelani w odwecie za odbicie w dniu 19 stycznia 1944 roku ujętego wcześniej członka ruchu oporu.
Po 1945 roku w budynku znajdowało się ciężkie centralne więzienie karno-śledcze Urzędu Bezpieczeństwa i NKWD, przez które przeszło kilka tysięcy polskich żołnierzy, głównie z AK i WiN-u, z których część wywieziono w głąb ZSRR na zesłanie i członków Ukraińskiej Powstańczej Armii. W więzieniu wykonywano także pod koniec lat 40. kary śmierci na członkach niemieckiej załogi obozu koncentracyjnego Auschwitz-Birkenau, skazanych w pierwszym procesie oświęcimskim.
21 kwietnia 1988 roku wykonano tutaj karę śmierci na Andrzeju Czabańskim. Był to ostatni wyrok śmierci wykonany w Polsce.
Martyrologia Polaków osadzanych i zamordowanych przez hitlerowców i funkcjonariuszy Urzędu Bezpieczeństwa w 1945 r. została upamiętniona po 1990 r. na Grobie Nieznanego Żołnierza w Warszawie napisem na jednej z tablic: „MONTELUPICH / BRYGIDKI / ZAMEK LUBELSKI / 1939 – 1945”.